# Belleair Bluffs
Belleair Bluffs es una ciudad ubicada en el condado de Pinellas en el estado estadounidense de Florida. En el Censo de 2010 tenía una población de 2031 habitantes y una densidad poblacional de 1.268,89 personas por km².

## Geografía
Belleair Bluffs se encuentra ubicada en las coordenadas 27°55′11″N 82°49′11″O / 27.91972, -82.81972. Según la Oficina del Censo de los Estados Unidos, Belleair Bluffs tiene una superficie total de 1.6 km², de la cual 1.16 km² corresponden a tierra firme y (27.35%) 0.44 km² es agua.

## Demografía
Según el censo de 2010, había 2031 personas residiendo en Belleair Bluffs. La densidad de población era de 1.268,89 hab./km². De los 2031 habitantes, Belleair Bluffs estaba compuesto por el 96.26% blancos, el 0.79% eran afroamericanos, el 0.25% eran amerindios, el 1.33% eran asiáticos, el 0.1% eran isleños del Pacífico, el 0.49% eran de otras razas y el 0.79% pertenecían a dos o más razas. Del total de la población el 4.87% eran hispanos o latinos de cualquier raza.